# Калифорнийска кралска змия
Калифорнийската кралска змия (Lampropeltis californiae) е неотровна смокообразна змия, ендемичен вид за западните части на САЩ и северните части на Мексико. Представлява относително малък подвид на обикновената кралска змия (Lampropeltis getula) и в природата се среща в разнообразни хабитати. Това е една от най-популярните змии за отглеждане в плен. Цветовите ѝ вариации могат да варират в широки граници по естествените причини и в резултат на изкуствена селекция в плен.

## Географско разпространение
Калифорнийската кралска змия обитава почти цяла Калифорния и/или Аризона, включително и високопланинските масиви до 1900 m надморска височина на юг (планината Тъхечапи) и над 2100 m надморска височина в югоизточните части на планината Сиера Невада, както и в южните части на Невада и/или Юта, Орегон, северозападните части на Ню Мексико, и крайните югозападни части на Колорадо и северозападно Мексико. В Аризона се наблюдава интерградация между калифорнийската кралска змия и пустинната кралска змия (Lampropeltis getula splendida) и мексиканската черна кралска змия (Lampropeltis getula nigrita).

### Инвазивност на вида
Калифорнийската кралска змия е регистрирана на испанския остров Гран Канария в Атлантическия океан в резултат от случайно или съзнателно пускане на свобода на екземпляри, отглеждани в плен. През 2007 година е потвърдена натурализацията на вида в североизточната част на острова, а през 2009 година са открити екземпляри в територии в северозападната му част.

## Поведение
Калифорнийската кралска змия е като цяло дневно животно, но при твърде горещо време имат склонност да се активизират през нощта. През зимата обикновено спят под земята и изпадат в състояние подобно на хибернация, наречено брумация, характеризиращо се със забавен метаболизъм и понижена двигателна активност.
Този вид змии са опортюнисти в храненето, изяждат почти всички гръбначни животни, които могат да надвият. Сред обичайната им плячка са гризачите, други влечуги, птици и земноводни. Всички кралски змии са неотровни, но са силни удушвачи и в общия случай убиват жертвата си чрез задушаване. „Кралското“ в името им се отнася до тяхната склонност да ловуват и изяждат други змии, включително и отровни гърмящи змии. Калифорнийските кралски змии притежанат естествена защита срещу отровата на гърмящите змии, но тя не е напълно безвредна за тях. Хранят се с гърмящи змии само при удобен случай, когато те представляват лесна плячка, но не ги преследват специално и не ги консумират редовно. Гърмящите змии и калифорнийските кралски змии не са врагове и в природата могат дори да споделят общо убежище, като взаимно игнорират присъствието си
Когато бъде обезпокоена, калифорнийската кралска змия често навива тялото си, за да скрие главата си, съска и пляска с опашка, при което може да се чуе звук подобен на звуците, издавани от гърмящата змия. Смята се, че е безобидна за хората, но при опит да бъде държана в ръка може да ухапе, а по-скоро за женските е характерно и изхвърлянето на мускус и фекална маса през клоаката.
Кралските змии обикновено сменят кожата си 4 до 6 пъти годишно, при което старата кожа става матова, а очите добиват мътен, млечен оттенък. Поради по-бързия си растеж на дължина, младите змии сменят кожата си по-често от възрастните, до веднъж месечно. Преди да се разделят със старата си кожа, те обичайно търсят по-влажните местности в естествения си хабитат.

## Размножаване
Калифорнийската кралска змия е яйценосно животно с вътрешно оплождане, което означава, че снася яйца, а не живоражда като някои други видове змии. Ухажването при този вид започва през пролетния период, когато мъжките се съревновават за наличните женски. Ритуалът по чифтосване започва с неконтролируеми вибрации от страна на мъжкия. Обикновено 42-63 дни след чифтосването, между май и август, женската снася люпило на подходящо избрано от нея леговище. Типично люпилото е от 5 до 12 яйца, средно 9, въпреки че са известни случаи и на люпила от 20 и повече яйца наведнъж. Малките се излюпват след още около 40–65 дни и са с дължина приблизително 20-33 cm. Възрастните екземпляри рядко надхвърлят 120 cm. Обичайно срещаните екземпляри са дълги 75-105 cm.

## В плен
Калифорнийската кралска змия е едно от най-популярните за отглеждане в домашни условия влечуги, благодарение на лесното му отглеждане, атрактивен външен вид, и склонност към опитомяване. Това е и най-широко развъждания и достъпен подвид на обикновената кралска змия. Отглеждат се в стъклен, пластмасов или дървен терариум с подходящото оборудване, осигуряващо необходимата температура и влажност на въздуха. Без значение от вида на клетката, най-важното условия за нея е да се подсигури, че змията няма да избяга. За основа на терариума обичайно подходящи се стърготини от трепетлика, вестници и хартиени кърпички. Стърготините от кедър и бор са токсични за влечугите и не трябва да бъдат използвани. Когато кралската змия се подготвя да хвърли старата си кожа, тя се нужда от влажна среда. Обикновено процесът може да се подпомогне с кутия с влажен мъх или навлажнени хартиени кърпички.
Температурата следва да се поддържа около 27–29 °C, като в единия край на терариума се поддържат по-ниски, а в другия край — по-високи температури. С това се осигурява топлинния градиент, необходим на змията да саморегулира собствената си телесна температура. Температурата не бива да надвишава 32 °C, тъй като това може да доведе до сериозни усложнения на здравето на змията. Стайната температура е подходяща за през нощта, когато повечето диви змии могат да понесат до около 7-10 °C. Влажността трябва да бъде поддържана ниска (под 40%), за което е достатъчна паничка с вода с подходящите размери.
Змиите не трябва да бъдат пренасяни особено много 48 часа след хранене, тъй като може да повърнат погълнатото. Когато бива пренасяна кралска змия, цялото ѝ тяло трябва да бъде поддържано по протежението и да не бъде здраво стискано. Младите индивиди, както и индивиди, които не са привикнали да бъдат държани и пренасяни, може да са склонни да хапят и изхвърлят фекална маса. Повечето кралски змии обаче относително бързо свикват да бъдат държани от хора.
При хранене не трябва да се допуска да се дават на змиите храни, които не са напълно размразени. Храната трябва да достигне до стайна температура преди да бъде поднесена, или да бъде леко претоплена в топла вода или на котлон. Поднасянето на замразена храна може да бъде смъртоносно за змията.
Тъй като калифорнийските кралски змии проявяват канибализъм в поведението си, в един терариум не трябва да се държи повече от една змия. Змиите в споделени терариуми може да направят опит да се нападнат взаимно. Единствено змии, които биват чифтосвани, могат да бъдат държани заедно в един терариум и само по време на брачния период.